# Jüdischer Friedhof (Kasejovice)
Koordinaten: 49° 28′ 7,9″ N, 13° 44′ 15,9″ O

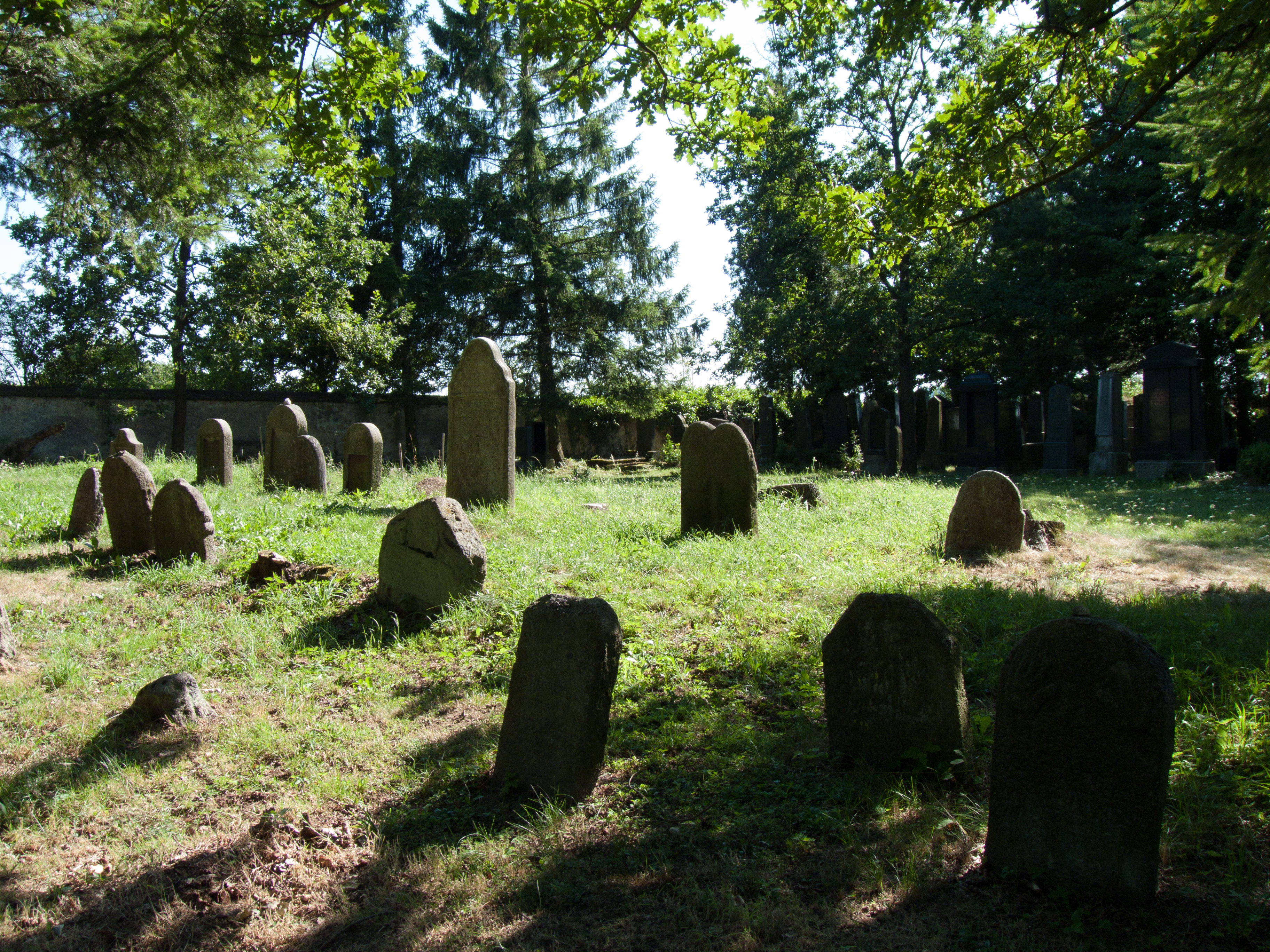
Grabsteine

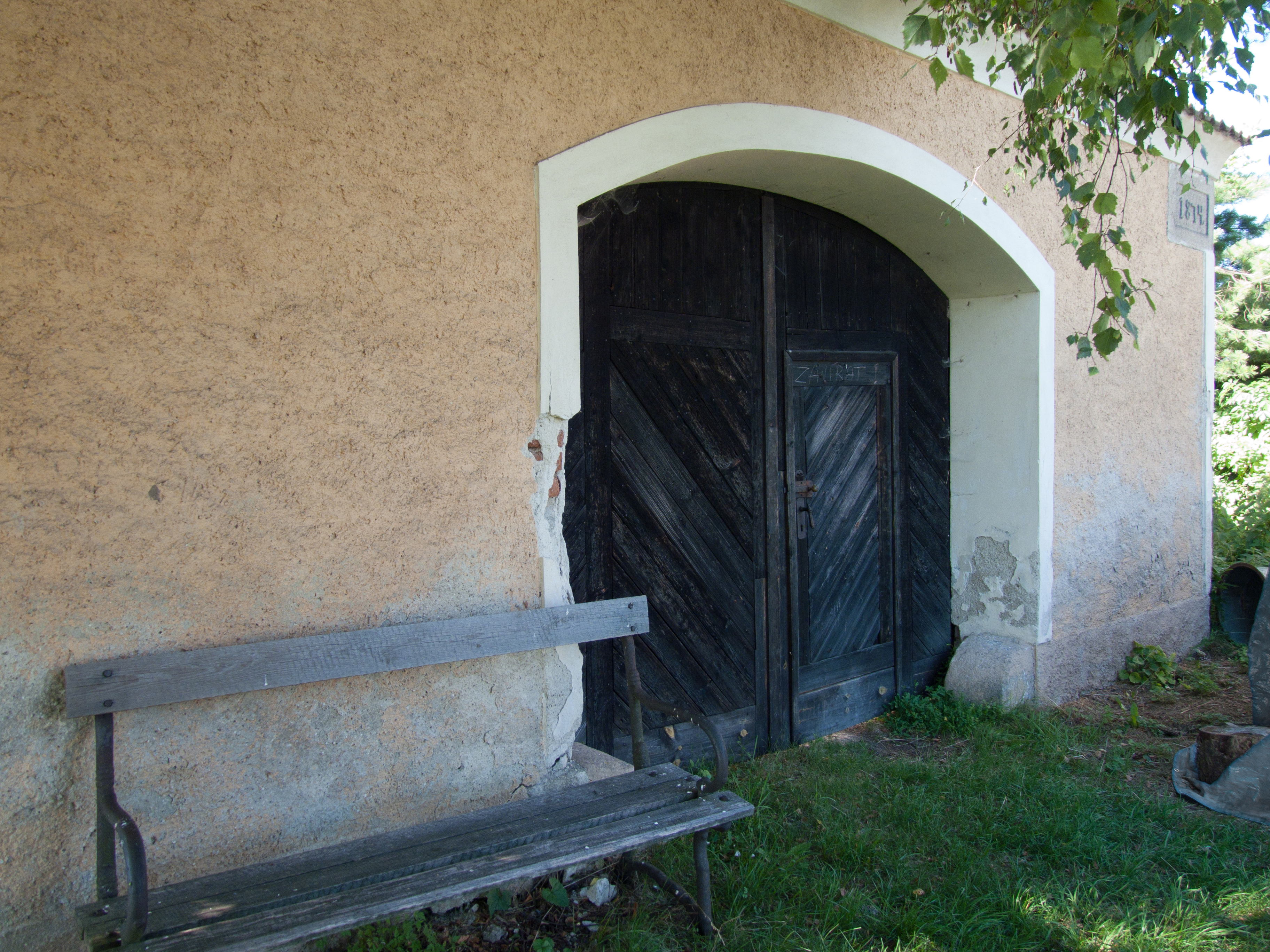
Taharahaus

Der Jüdische Friedhof in Kasejovice (deutsch Kassejowitz), einer Stadt im Okres Plzeň-jih (Bezirk Pilsen-Süd) in Tschechien, wurde um 1660/1670 angelegt. Der jüdische Friedhof ist ein geschütztes Kulturdenkmal.

## Geschichte
Auf dem an einem Hang angelegten Friedhof stammt der älteste Grabstein (Mazewa) aus dem beginnenden 18. Jahrhundert. Die Grabsteine tragen teilweise Inschriften in tschechischer Sprache.